# Ménagère (lépidoptère)
Dysauxes punctata
Pour les articles homonymes, voir Ménagère.
Espèce
La Ménagère (Dysauxes punctata) est une espèce de lépidoptères (papillons) de la famille des Erebidae et de la sous-famille des Arctiinae.
- Répartition : Sud et centre de l’Europe, Asie mineure, Afrique du Nord.
- Envergure du mâle : de 9 à 12 mm.
- Période de vol : de juin à septembre en une ou deux générations, les imagos actifs le jour principalement.
- Habitat : bois clairs, lieux secs et chauds (garrigues).
- Plantes hôtes : lichens, diverses plantes comme Prunus ou Genista.

## Source
- P.C. Rougeot, P. Viette, Guide des papillons nocturnes d'Europe et d'Afrique du Nord, Delachaux et Niestlé, Lausanne 1978.